# Anytime You Need
Anytime You Need foi a canção interpretada por Hayko, com o objetivo  de representar a Arménia no Festival Eurovisão da Canção 2007. A música obteve o 8º lugar na final, de entre 24 concorrentes.
A canção foi classificada para o festival europeu após vencer o Depi Evratesil, concurso musical de seu país.
Como a Arménia havia terminado o Festival de 2005 em 8º lugar, a canção foi automaticamente classificada para a final. Nesta, foi a vigésmia-quarta e última canção a ser interpretada na noite do festival, a seguir à canção da Turquia "Shake it up, Şekerim" e antes da canção da Moldávia "Fight". Terminou a competição em 8.º lugar (entre 24 participantes), tendo recebido um total de 138 pontos.